# مقاطعة بورت (نبراسكا)
مقاطعة بورت (بالإنجليزية: Burt County)‏ هي إحدى مقاطعات ولاية نبراسكا في الولايات المتحدة الأمريكية.